# 20067 Marthanieves
A 20067 Marthanieves (ideiglenes jelöléssel (20067) 1993 TN24) egy kisbolygó a Naprendszerben. Eric Walter Elst fedezte fel 1993. október 9-én.